# Атлетика на Летњим олимпијским играма 2012 — штафета 4 × 400 метара за мушкарце
Штафетна трка 4 × 400 метара за мушкарце, је била, једна од 47 дисциплина атлетског програма на Летњим олимпијским играма 2012. у Лондону, Уједињено Краљевство. Такмичење је одржано од 9. и 10. августа на Олимпијском стадиону.

## Учесници
Учествовало је 16 штафета, из исто толико земаља.
| - Аустралија - Бахаме - Белгија - Куба - Доминиканска Република - Немачка | - Уједињено Краљевство - Јамајка - Јапан - Јужноафричка Република - Кенија | - Пољска - Русија - Тринидад и Тобаго - Сједињене Америчке Државе - Венецуела |

## Систем такмичења
Такмичење у овој дисциплини је орджано у два дана. Првог дана у квалификацијама су учествовале све штафете које су постигле квалификационе норме. Такмичари су били подељени у две групе из којих су се по 3 најбрже штафете из сваке групе и две према постигнутом резултату пласирале у финале.

## Рекорди пре почетка такмичења
(стање 10. јул 2012.)
| Светски рекорд          | 2:54,29 | САД Andrew Valmon, Quincy Watts, Butch Reynolds, Michael Johnson                 | САД | Штутгарт, Немачка | 22. август 1993. |
| Олимпијски рекорд       | 2:55,39 | САД Лашон Мерит, Анџело Тејлор, Дејвид Невил, Џереми Воринер                     | САД | Пекинг, Кина      | 23. август 2008. |
| Најбољи резултат сезоне | 3:00,02 | Универзитет у Флориди Dedric Dukes, Хју Грејам јр., Leonardo Seymore, Тони Макеј | САД | Де Мојн, САД      | 9. јун 2012.     |

## Нови рекорди после завршетка такмичења
| Најбољи резултат сезоне | 2:56,72 | Крис Браун, Деметријус Пајндер Мајкл Матје, Рамон Милер | Бахаме | Лондон, УК | 10. август 2012. |

## Сатница
| Сатум                   | Време | Ниво          |
| ----------------------- | ----- | ------------- |
| Четртак 9. август, 2012 | 11:35 | Квалификакије |
| Пњетак, 10. август 2012 | 21:20 | Финале        |

## Победници
|                                                                      | | '                                                                                |
| Крис Браун · Деметријус Пајндер · Мајкл Матје · Рамон Милер · Бахаме | Брајшон Нелам · Џошуа Менс · Тони Макеј · Анџело Тејлор · Мантео Мичел * · Сједињене Америчке Државе | Лалонд Гордон · Џарин Соломон · Ади Алејн-Форт · Дион Лендор · Тринидад и Тобаго |

* такмичари обележени звездицом су трчали у квалификацијама, не и у финалу.

### Квалификације
Штафете су биле подељене у две групе по 8. У финале су се аутоматски квалификовале по прве три из обе групе (КВ) и две према постигнутом резултату. (кв).
| Место | Група | стаза | Атлетичари                                                                           | Земља                     | Ретзултат            | Белешка              |
| ----- | ----- | ----- | ------------------------------------------------------------------------------------ | ------------------------- | -------------------- | -------------------- |
| 1.    | 2     | 8     | Рамон Милер, Деметријус Пајндер, Мајкл Матје, Крис Браун                             | Бахаме                    | 2:58,87              | КВ, ЛРС              |
| 2.    | 2.    | 3     | Мантео Мичел, Џошуа Менс, Тони Макеј, Брајшон Нелам                                  | Сједињене Америчке Државе | 2:58,87              | КВ, ЛРС              |
| 3.    | 1.    | 2     | Лалонд Гордон, Џарин Соломон, Ади Алејн-Форт, Дион Лендор                            | Тринидад и Тобаго         | 3:00.38              | КВ, НР               |
| 4.    | 1.    | 3     | Најџел Левин, Конрад Вилијамс, Џек Грин, Мартин Руни                                 | Уједињено Краљевство      | 3:00,38              | КВ, ЛРС              |
| 5.    | 1.    | 6     | William Collazo, Raidel Acea, Орестес Родригез, Omar Cisneros                        | Куба                      | 3:00,55              | КВ                   |
| 6.    | 1.    | 4     | Кевин Борле, Антоан Жиле, Жонатан Борле, Michael Bultheel                            | Белгија                   | 3:01,70              | кв                   |
| 7.    | 2.    | 7     | Максим Дилдин, Денис Алексејев, Владимир Краснов, Pavel Trenikhin                    | Русија                    | 3:02,01              | КВ                   |
| 8.    | 2.    | 5     | Артуро Рамирез, Артуро Агилар, Алберт Браво, Jose Melendez                           | Венецуела                 | 3:02,62              | кв                   |
| 9.    | 1.    | 9     | Пјотр Вјадерек, Марћин Марћињишин, Михал Пјетжак, Кацпер Козловск                    | Пољска                    | 3:02,86              |                      |
| 10.   | 2.    | 4     | Стивен Саломон, Бен Офераинс, Брендан Коул, Џон Стефенсен                            | Аустралија                | 3:03,17              |                      |
| 11.   | 1.    | 8     | Јонас Плас, Камге Габа, Ерик Кригер, Томас Шнајдер                                   | Немачка                   | 3:03,50              |                      |
| 12.   | 2.    | 6     | Кеј Такасе, Јузо Канемару, Јошихоро Азума, Хиројуки Накано                           | Јапан                     | 3:03,86              |                      |
| —     | 2.    | 9     | Дејн Хајат, Рајкер Хилтон, Џермејн Гонзалес, Ерол Нолан                              | Јамајка                   | Нису завршила трку   | Нису завршила трку   |
| —     | 1.    | 5     | Shaun de Jager, Офенсе Могаване, Оскар Писторијус, Вилем де Бер                      | Јужноафричка Република    | Нису завршила трку * | Нису завршила трку * |
| —     | 2.    | 2     | Gustavo Cuesta, Феликс Санчез, Joel Mejia, Лугелин Сантос                            | Доминиканска Република    | Дисквалификована     | Дисквалификована     |
| —     | 1.    | 7     | Boniface Ontuga Mweresa, Винсент Мумо Килу, Boniface Mucheru, Alphas Leken Kishoyian | Кенија                    | Дисквалификована     | Дисквалификована     |

- Белешка:Јужноафрички атлетичар Офенсе Могаване повређен је у судару са Кенијцем Винсентом Мумо Килуом и није могао предати штафетну палицу Оскару Писторијусу, који је трчао трећу измену. Због овог инцидента кенијска штафета је дисквалификована, а после жалбе Јужноафричке Републике, дозвољено јој је да као девета штафета наступи у финалу.

### Финале
| Место | Стаза | Штафета                                                            | Земља                     | Резултат           | Белешка            |
| ----- | ----- | ------------------------------------------------------------------ | ------------------------- | ------------------ | ------------------ |
|       | 4     | Крис Браун, Деметријус Пајндер, Мајкл Матје, Рамон Милер           | Бахаме                    | 2:56,72            | СРС НР             |
|       | 7     | Брајшон Нелам, Џошуа Менсе, Тони Макеј, Анџело Тејлор              | Сједињене Америчке Државе | 2:57,05            | ЛРС                |
|       | 5     | Лалонд Гордон, Џарин Соломон, Ади Алејн-Форт, Дион Лендор          | Тринидад и Тобаго         | 2:59,40            | НР                 |
| 4     | 6     | Конрад Вилијамс, Џек Грин, Dai Greene, Мартин Руни                 | Уједињено Краљевство      | 2:59,53            | ЛРС                |
| 5     | 2     | Максим Дилдин, Денис Алексејев, Владимир Краснов, Pavel Trenikhin  | Русија                    | 3:00,09            |                    |
| 6     | 8     | Кевин Борле, Антоан Жиле, Жонатан Борле, Michael Bultheel          | Белгија                   | 3:01,83            |                    |
| 7     | 3     | Артуро Рамирез, Алберто Агилар, Алберт Браво, Omar Longart         | Венецуела                 | 3:02,18            |                    |
| 8     | 1     | Shaun de Jager, Вилем де Бер, Луис Јакоб ван Зил, Оскар Писторијус | Јужноафричка Република    | 3:03,46            | ЛРС                |
| —     | 9     | William Collazo, Raidel Acea, Орестес Родригез, Омар Киснерос      | Куба                      | Нису завршила трку | Нису завршила трку |

- Белешка:Јужноафрипкој Републици је на основу жалбе дозвољено да настави такмичење као девети финалиста. Луис Јакоб ван Зил је заменио повређеног Офенсе Могаванеа.[5]